# Gomphocerus semicolor
Gomphocerus semicolor är en insektsart som beskrevs av Hermann Burmeister 1838. Gomphocerus semicolor ingår i släktet Gomphocerus och familjen gräshoppor. Inga underarter finns listade i Catalogue of Life.